# Arkane Studios
Arkane Studios SASU es una compañía francesa desarrolladora de videojuegos con sede en Lyon, Francia. Fue fundada en 1999 por once personas, entre estas Raphaël Colantonio y seis desarrolladores. Arkane studios abrió una subsidiaria en Austin, Texas con cargos listos en julio de 2006.
Tras un intento fallido de conseguir la licencia para crear una secuela de Ultima Underworld: The Stygian Abyss, Arkane desarrolló y publicó en 2002 Arx Fatalis, su primer videojuego. Las malas ventas del juego les dificultó encontrar un editor para crear un segundo título de la propiedad intelectual. Poco después Ubisoft les pidió que aplicaran la fórmula de Arx Fatalis a una de sus franquicias, que resultó en Dark Messiah of Might and Magic (2006). En la segunda mitad de la década de los 2000s el estudio se vio envuelto en múltiples desarrollos de videojuegos que se vieron cancelados, entre estos una expansión de Half-Life 2 titulada Ravenholm (2006), The Crossing (2007) y LMNO (2009), un videojuego que EA estaba desarrollando con Steven Spielberg. Por este motivo, Arkane paso a asumir durante años roles de asistencia para distintos estudios, donde colaboraron en la parte de multijugador de Call of Duty: World at War (2008) y en el diseño de arte de BioShock 2 (2009).
En 2010, y en medio de una crisis financiera en el estudio, Bethesda Softworks acudió a Arkane con la idea de crear un videojuego de sigilo. El estudio comenzó a trabajar en la idea y pronto pasaron a formar parte de ZeniMax Media. Luego de dos años de desarrollo publicaron Dishonored, videojuego que recibió aclamación crítica y excedió las expectativas de venta. La IP contó con una secuela, Dishonored 2, publicada en 2016 y desarrollada por el estudio en Lyon. A su vez, la sede en Austin desarrolló Prey, que vio su lanzamiento en 2017. Este fue el último proyecto de Colantonio, quien se retiró de la empresa dos meses después del lanzamiento del título. El 21 de septiembre de 2020 se anunció que Zenimax Media (Compañía dueña de Bethesda) había sido adquirido por Microsoft, por lo que Arkane pasó a convertirse en parte de Xbox Game Studios. Los últimos lanzamientos de la compañía han sido Deathloop (2021) y Redfall (2023)
El 7 de mayo de 2024, Microsoft Game Studios anunció el cierre de la sucursal en Austin, junto con otros 3 estudios adquiridos en la compra de Zenimax Media.

## Historia

### Creación
Raphaël Colantonio formó parte de las oficinas francesas de Electronic Arts (EA) durante la década de 1990, como parte del equipo de aseguramiento de calidad y localización de algunos títulos de Origin Systems, como System Shock. A finales de los años 90, Colantonio notó un cambio en EA, ya que con el lanzamiento de la PlayStation, la compañía mostró más interés en los títulos deportivos y menos en los títulos de empresas como Origin. Finalmente Colantonio dejó la compañía y, tras un breve tiempo en Infogrames, pudo cofundar Arkane con la ayuda financiera de su tío, con el objetivo de hacer una segunda secuela de Ultima Underworld: The Stygian Abyss. Colantonio fue uno de los once fundadores, de los cuales seis eran desarrolladores. La compañía se estableció el 1 de octubre de 1999 en Lyon, Francia, con una inversión de 1 150 000 francos franceses.

### 2000-2006:Arx FatalisyDark Messiah of Might and Magic
Aunque Colantonio tenía el apoyo de Paul Neurath (uno de los desarrolladores originales de Ultima Underworld), EA, que poseía los derechos, no le permitió a Arkane hacer una secuela con su propiedad intelectual a menos que aceptara algunas de sus disposiciones. Colantonio se negó y en su lugar hizo que Arkane se embarcara en un juego en el espíritu de Ultima Underworld, Arx Fatalis. Colantonio tuvo dificultades para conseguir un editor; con las finanzas casi agotadas, habían firmado con un pequeño editor que se declaró en quiebra dentro del mes, pero más tarde aseguraron a JoWooD Productions para la publicación, que finalmente se lanzó en 2002. Aunque el juego fue bien recibido, se consideró un fracaso comercial.

Logo de Arkane Studios desde 1999 hasta 2020

La aclamación crítica de Arx Fatalis le dio a Arkane la oportunidad de trabajar con Valve para desarrollar un nuevo título en su motor Source, y Colantonio decidió hacer una secuela, Arx Fatalis 2. Sin embargo, las malas ventas del primer juego hicieron difícil encontrar un editor; fueron abordados por Ubisoft y se les pidió que aplicaran el motor de juego de Arx Fatalis a su Might and Magic. Esto se convirtió en Dark Messiah of Might and Magic, lanzado en octubre de 2006. Este refinó el combate cuerpo a cuerpo en primera persona de Arx Fatalis, con menos énfasis en los elementos de rol. Durante este tiempo, Colantonio se mudó de Francia a Austin, Texas, dejando el estudio principal en manos de sus colegas mientras establecía Arkane Austin en junio de 2006. Durante los siguientes años, la mayor parte del trabajo de desarrollo se hizo desde el estudio de Lyon, donde los costos de producción eran más baratos debido a condiciones económicas favorables, mientras que el estudio de Austin se utilizó para establecer relaciones con otros estudios para generar proyectos de trabajo por contrato para aumentar los propios proyectos de Arkane.

### 2006-2009:Half-LifeyThe Crossing

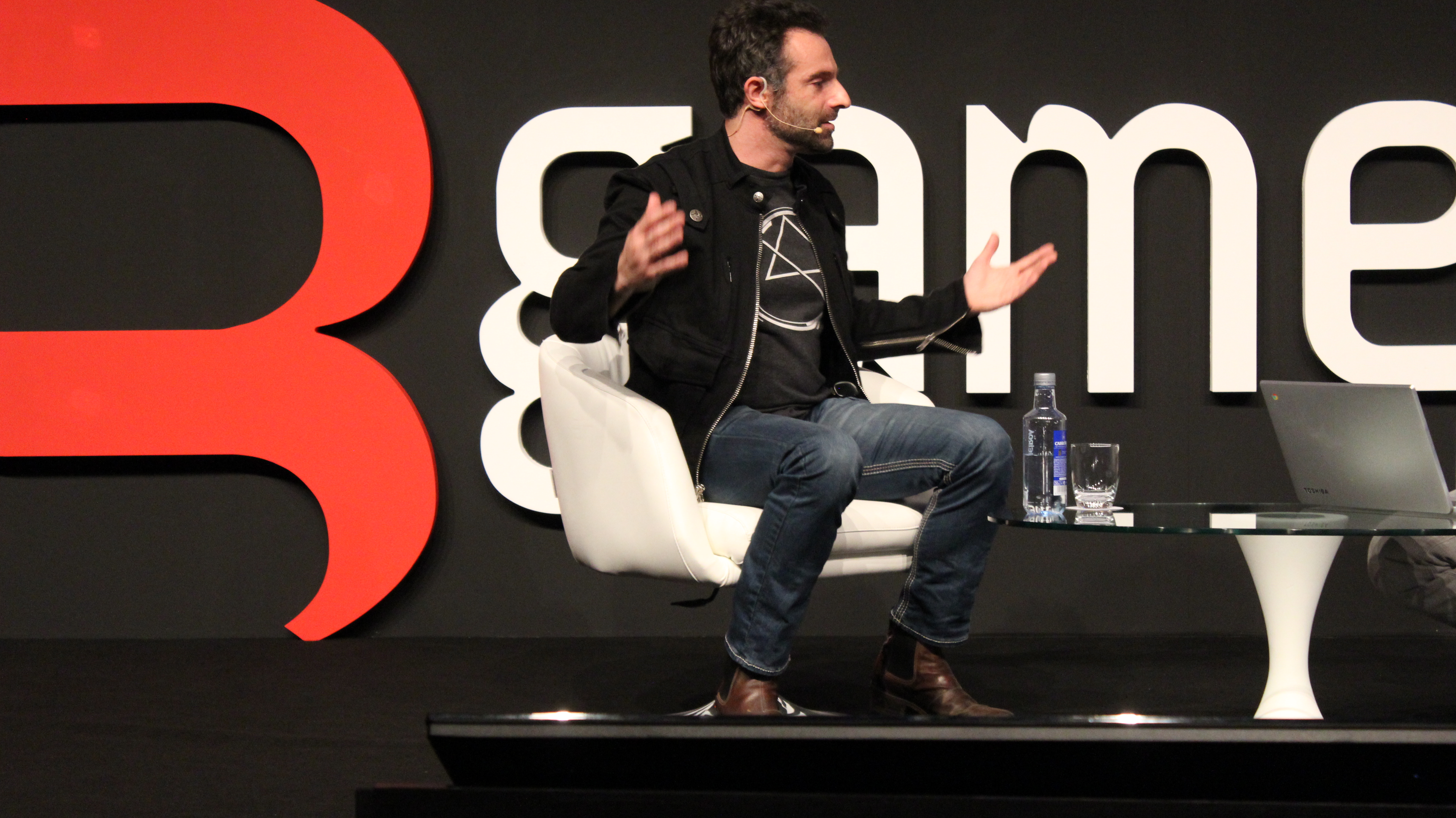
Raphaël Colantonio, fundador y presidente de Arkane de 1999 a 2017.

Entre 2006 y 2007, la compañía trabajaba en conjunto con Valve para desarrollar un juego derivado de la serie Half-Life llamado Ravenholm. Si bien Arkane y Valve habían trabajado juntos para producir alrededor de nueve a diez niveles para una versión alfa jugable, el proyecto fue cancelado, debido a la tardanza y el costo del proyecto hasta la fecha. Al completar Dark Messiah, Arkane comenzó el desarrollo de un nuevo título de disparos en primera persona, The Crossing, utilizando el motor Source. Colantonio describió The Crossing como un juego "crossplayer", con jugabilidad principalmente para un solo jugador pero influenciado por elementos en línea multijugador. El título tenía un presupuesto de alrededor de $15 millones, lo que hizo difícil encontrar un editor que no incluyera reglas y requisitos estrictos en el contrato. Si bien Colantonio finalmente había encontrado una oferta que le satisfacía, el estudio fue abordado por EA para ayudar a trabajar en LMNO, un juego que estaba desarrollando con Steven Spielberg; como la oferta de EA era más valiosa y estable, Colantonio decidió cancelar The Crossing para enfocar el estudio en LMNO. Sin embargo, unos dos años después, EA optó por cancelar LMNO también, lo que obligó a Arkane a asumir roles de asistencia durante unos años. Esto incluyó el desarrollo del componente multijugador de Call of Duty: World at War de Activision y ayudar en "diseño, animación y arte" para BioShock 2 de 2K Marin.
Mientras intentaba hacer crecer el estudio de Austin, Colantonio se reunió con Harvey Smith, un desarrollador de juegos que había conocido anteriormente en su carrera y con quien había mantenido contacto. Colantonio y Smith reconocieron que tenían varios talentos similares y inicialmente sintieron que trabajar juntos en el mismo estudio sería demasiado problemático, pero luego consideraron cómo sus talentos se complementarían bien si trabajaran juntos en el mismo juego. Rápidamente idearon una "propuesta ninja" que se vincularía con la base de Dishonored y cómo compartirían responsabilidades en el estudio. Smith se incorporó formalmente a Arkane en 2008.

### 2010-2019:DishonoredyPrey
En agosto de 2010, la compañía fue adquirida por ZeniMax Media. El estudio más recientemente ha trabajado en Dishonored, un juego de sigilo de acción en primera persona con elementos de rol que se publicó en octubre de 2012, y recibió elogios de la crítica. En 2016 Arkane Studios lanzó Dishonored 2, secuela directa del título de 2012. Recibió críticas muy positivas por parte de la prensa y el público, aunque sus ventas fueron modestas. Mientras tanto otra sección del estudio comenzó con el desarrollo de Prey, un reboot del juego de PC de 2006, que finalmente se estrenó el 5 de mayo de 2017. Las críticas fueron notablemente positivas, pero sus ventas no han sido muy altas. Poco después se anunció la salida del estudio de Raphael Colantonio, fundador y director creativo de la compañía.

### 2020-presente: Adquisición de Microsoft,DeathloopyRedfall
Microsoft anunció el 21 de septiembre de 2020 que había acordado adquirir ZeniMax por 7,5 mil millones de dólares. El 9 de marzo de 2021 se cerró la compra por parte de Microsoft y tanto Bethesda como Arkane pasaron a formar parte de la empresa. Durante la conferencia de Bethesda en el E3 de 2019, Arkane anunció Deathloop, un videojuego de disparos en primera persona de ciencia ficción que cuenta con el personaje del jugador atrapado en un bucle de tiempo. Después del lanzamiento de Deathloop, Romuald Capron, quien fue el director de Arkane Lyon durante diecisiete años, anunció en octubre de 2021 que se retiraría, y que Dinga Bakaba, Sébastien Mitton, Hugues Tardif y Morgan Barbe se encargarían de administrar el estudio. Capron declaró que sentía "la necesidad de probar algo nuevo" y comentó: "mi objetivo es seguir ayudando a las compañías de videojuegos, y a otros, a hacer realidad su visión creativa, ya que eso es lo que amo hacer". Bakaba, quién fue el director de Deathloop, fue nombrado como director del estudio de Arkane Lyon en noviembre de 2021.

## Videojuegos
| Título                              | Año  | Género                                              | Plataforma                               | Notas                                                             |
| ----------------------------------- | ---- | --------------------------------------------------- | ---------------------------------------- | ----------------------------------------------------------------- |
| Arx Fatalis                         | 2002 | RPG                                                 | Xbox, Windows                            |                                                                   |
| Dark Messiah of Might and Magic     | 2006 | RPG                                                 | Xbox 360, Windows                        |                                                                   |
| KarmaStar                           | 2009 | Estrategia                                          | iOS                                      |                                                                   |
| Dishonored                          | 2012 | Disparos en primera persona, sigilo, sim. inmersivo | PlayStation 3, Xbox 360, Windows         |                                                                   |
| Dishonored 2                        | 2016 | Disparos en primera persona, sigilo, sim. inmersivo | PlayStation 4, Xbox One, Windows         |                                                                   |
| Prey                                | 2017 | Disparos en primera persona, simulador inmersivo    | PlayStation 4, Xbox One, Windows         | Desarrollado por Arkane Austin                                    |
| Dishonored: La Muerte del forastero | 2017 | Disparos en primera persona, simulador inmersivo    | PlayStation 4, Xbox One, Windows         | Desarrollado por Arkane Lyon                                      |
| Wolfenstein: Youngblood             | 2019 | Disparos en primera persona                         | PlayStation 4, Xbox One, Windows         | Codesarrollado por Arkane Lyon con MachineGames                   |
| Wolfenstein: Cyberpilot             | 2019 | Disparos en primera persona                         | PlayStation 4, Xbox One, Windows         | Codesarrollado por Arkane Lyon con MachineGames                   |
| Deathloop                           | 2021 | Disparos en primera persona                         | PlayStation 5, Windows, Xbox Series X\|S | Desarrollado por Arkane Lyon                                      |
| Redfall                             | 2023 | Disparos en primera persona                         | Xbox Series X\|S, Microsoft Windows      | Último juego desarrollado por Arkane Austin y Roundhouse Studios. |
| Blade                               | TBA  | Acción y aventura                                   | Xbox Series X y S, Microsoft Windows     | Desarrollado en colaboración con Marvel Games                     |

## Videojuegos cancelados
| Título                                        | Año  | Género   | Plataforma        |
| --------------------------------------------- | ---- | -------- | ----------------- |
| LMNO                                          | 2010 | Acción   | Windows           |
| The Crossing                                  | 2008 | Disparos | Windows, Xbox 360 |
| Half Life 2: Episodio 4 / Return to Ravenholm | 2007 | Disparos | Windows, Xbox 360 |